# آدم نافاوكا
آدم نافاوكا (بالبولندية: Adam Nawałka) (مواليد 23 أكتوبر 1957) هو لاعب كرة قدم. يلعب مع منتخب بولندا لكرة القدم. سبق له أن لعب في كأس العالم لكرة القدم مع منتخب بلاده.

## مسيرته الكروية
لعب آدم نافاوكا خلال مسيرته الاحترافية مع نادِ واحدٍ في أحد عشر موسمًا وسجل خلالها 9 أهداف ضمن 190 مباراة. ولم يفز بأي موسم بالكأس وفاز في موسم واحد بالدوري.
خاض آدم نافاوكا مسيرته مع نادي فيسوا كراكوف في موسم 1974–75 ليلعب معه أحد عشر موسمًا، مشاركًا في 190 مباراة سجل خلالها 9 أهداف.

## الروابط الخارجية
- آدم نافاوكا على موقع الاتحاد الدولي (مؤرشف)  (الإنجليزية)
- آدم نافاوكا على موقع قاعدة بيانات كرة القدم.إي يو (الإنجليزية)
- آدم نافاوكا على موقع ناشيونال فوتبول تيمز (الإنجليزية)
- آدم نافاوكا على موقع عالم كرة القدم.نت (الإنجليزية)